# Generalização precipitada
Generalização precipitada é uma falácia lógica que ocorre quando o tamanho de uma amostra apresentada é pequeno demais para sustentar uma generalização, ou seja, apesar de ser possível que apenas uma amostra represente a população, a amostra é insuficiente para comprovar a afirmação.

## Exemplos
- Eu conheci um francês que falava muito alto. Portanto, todo francês fala muito alto.
- Alguns políticos desviaram verbas da saúde. Então, todo político é ladrão.